# GAZ-66
Der GAZ-66 (russisch ГАЗ-66) ist ein allradgetriebener leichter Lastkraftwagen des sowjetischen/russischen Fahrzeugherstellers Gorkowski Awtomobilny Sawod (GAZ). Dieser Lkw findet in vielen Ländern des ehemaligen Ostblocks Verwendung. Das Fahrzeug trägt zudem die Spitznamen schischiga (шишига) und schescherik (шешерик). Die deutsche Transkription lautet GAS-66.

## Fahrzeuggeschichte

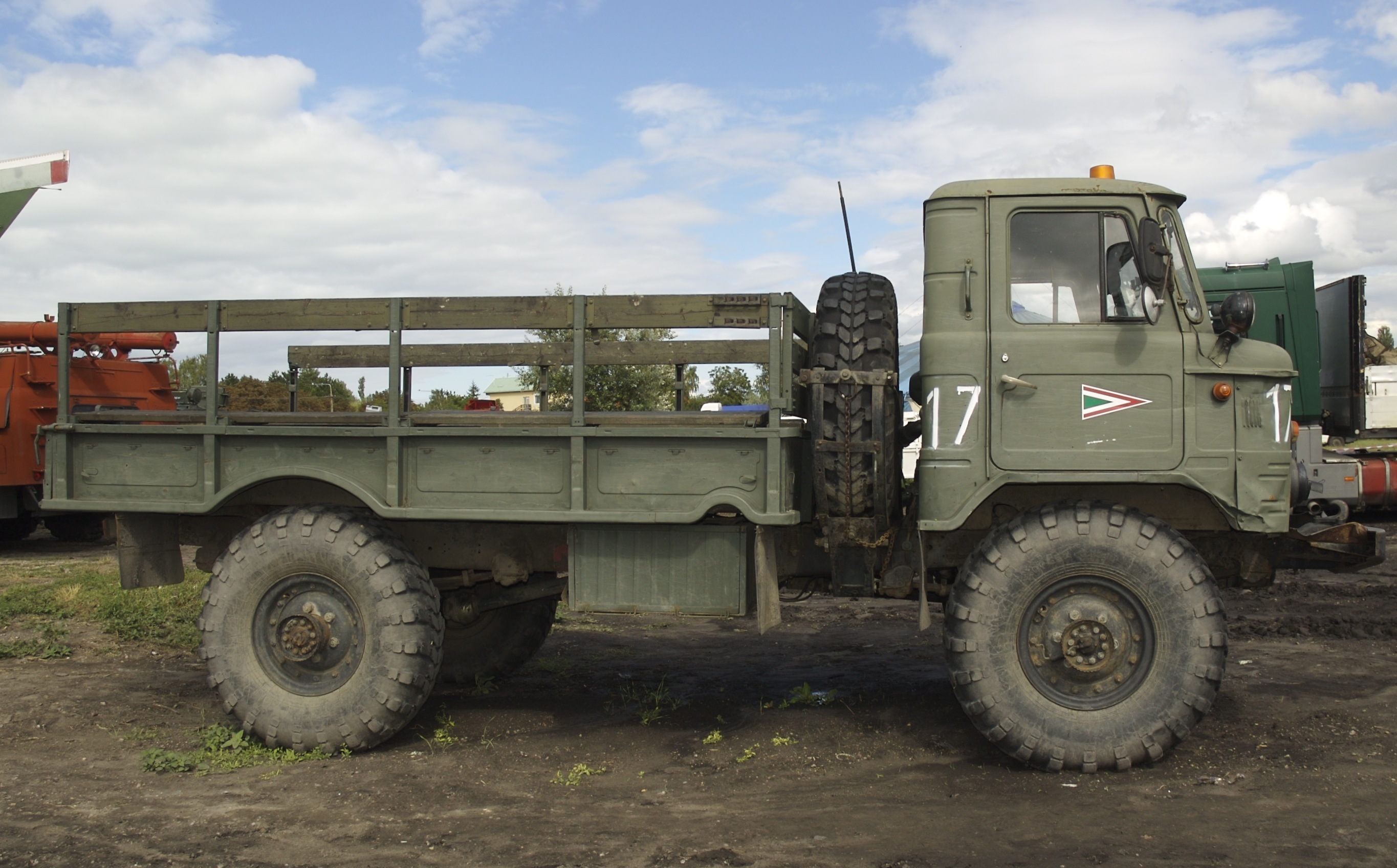
GAZ-66 mit Pritsche aus den ehemaligen Beständen der ungarischen Armee (2010)

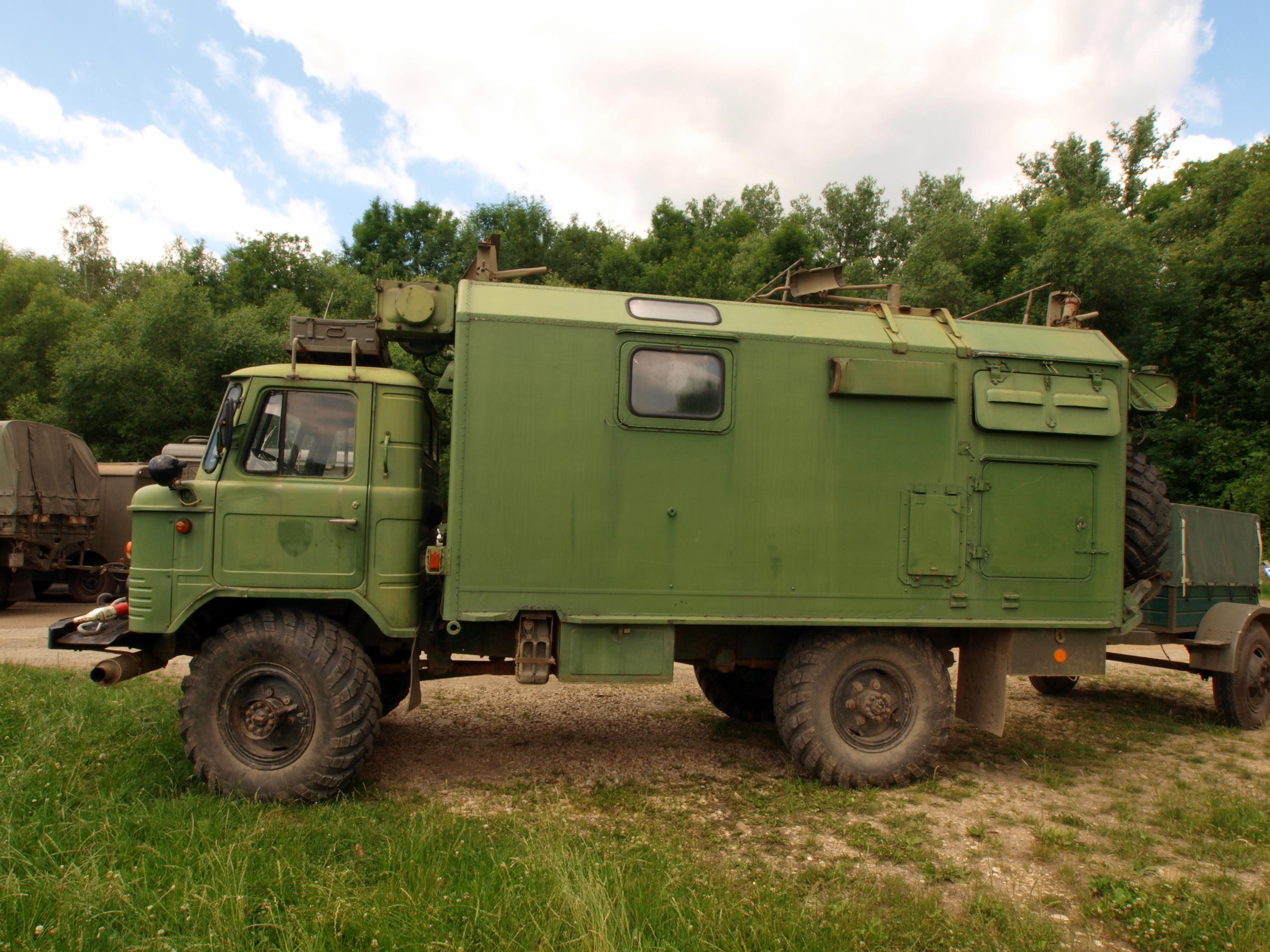
GAZ-66 mit Kofferaufbau (2012)

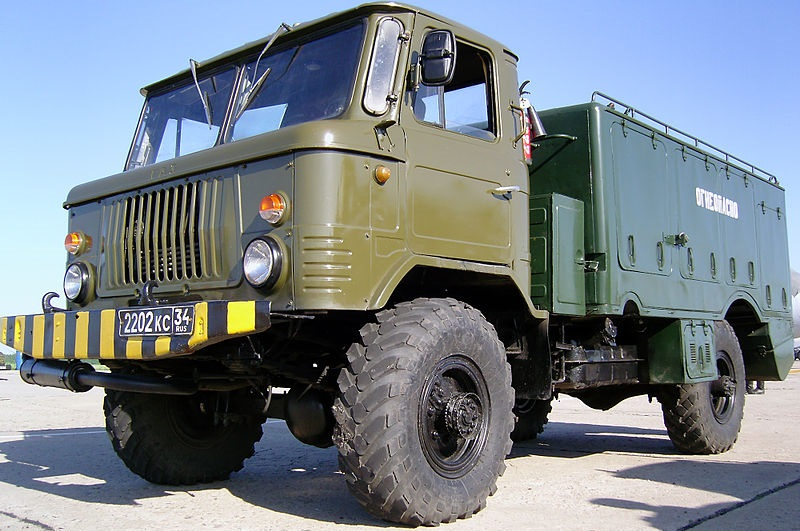
GAZ-66 als Tankwagen ЗСЖ-66 (2007)

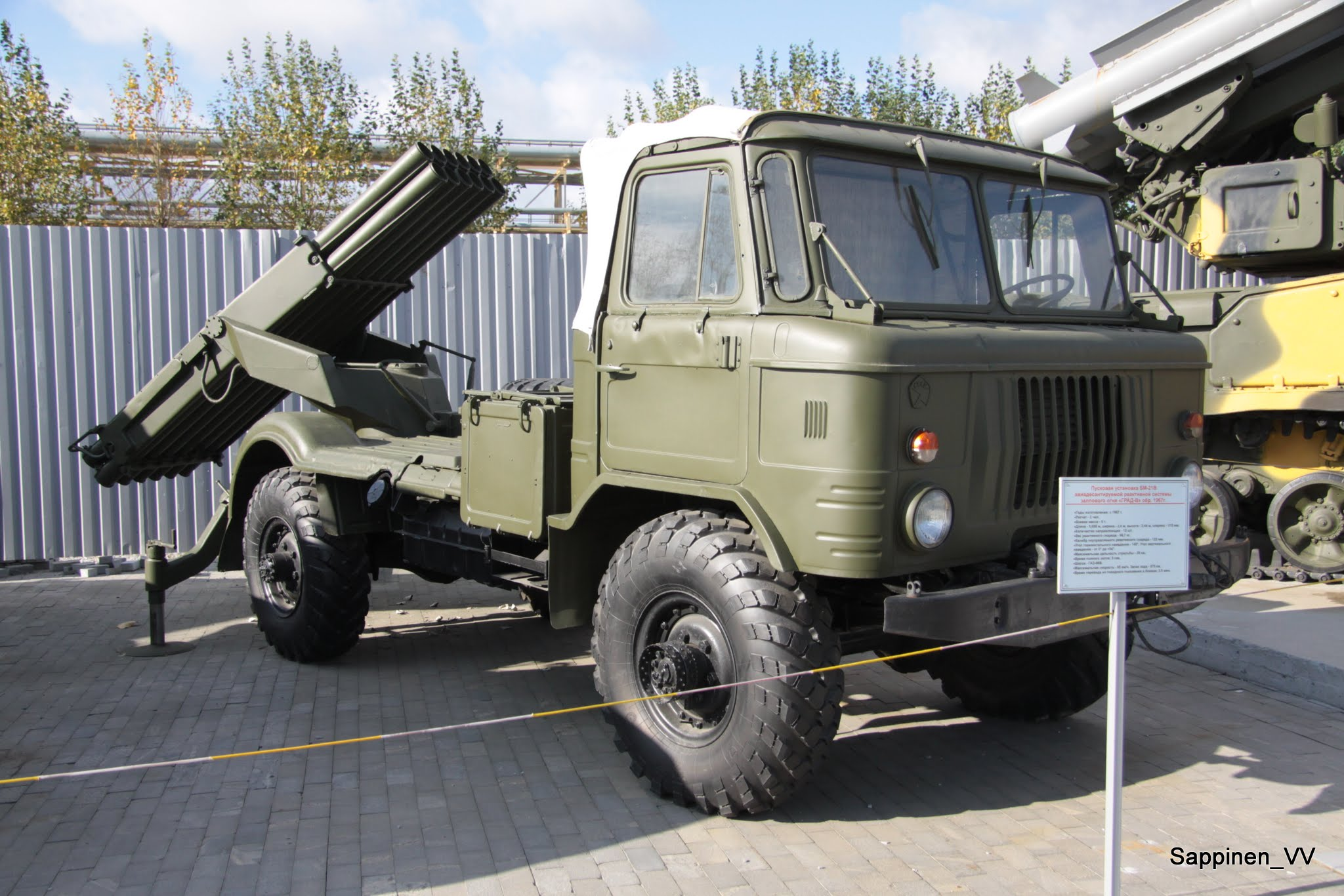
GAZ-66 mit Raketenwerfer BM-21 (2012)

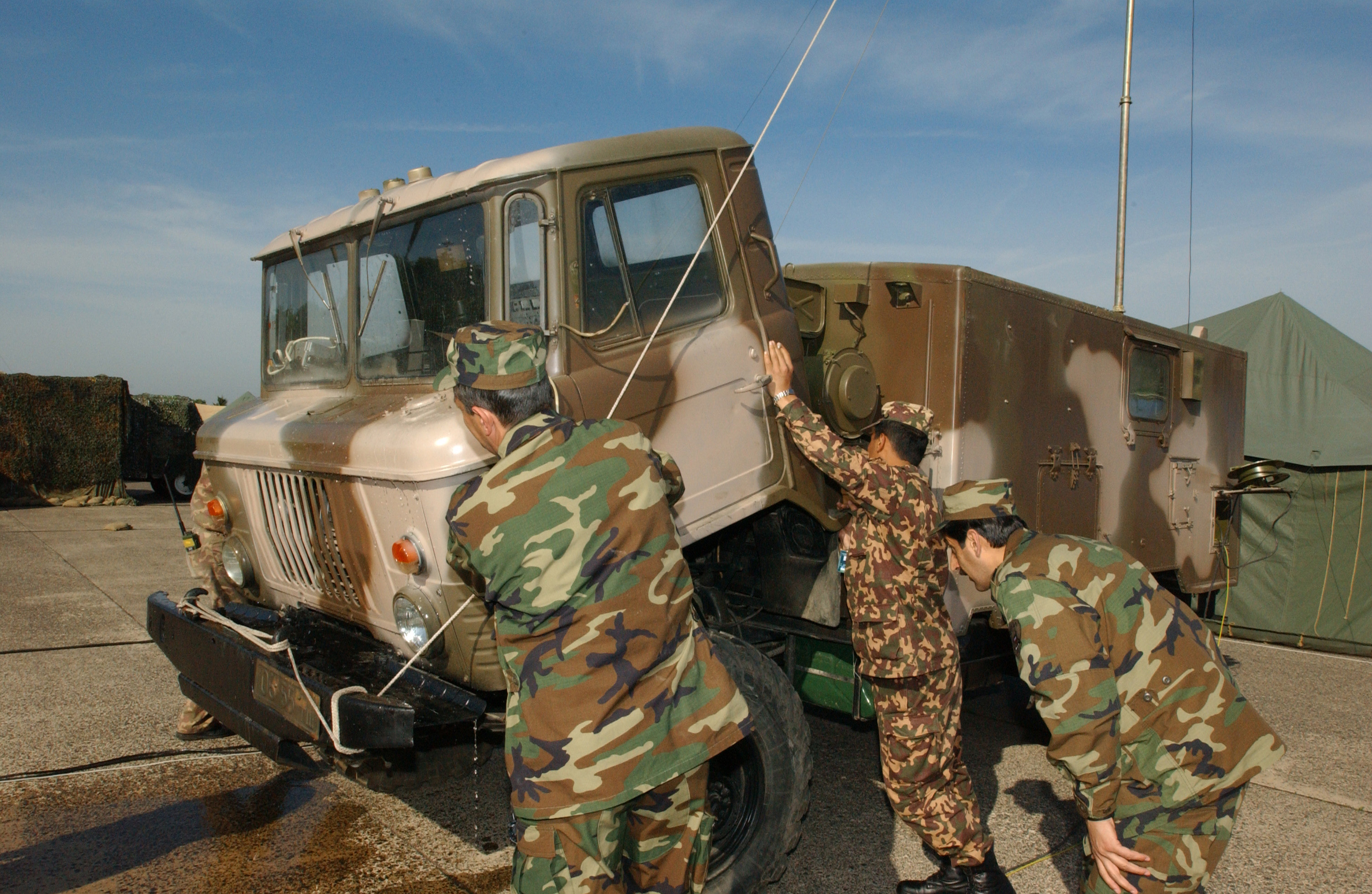
Fahrerkabine kann für Reparaturen nach vorne geklappt werden

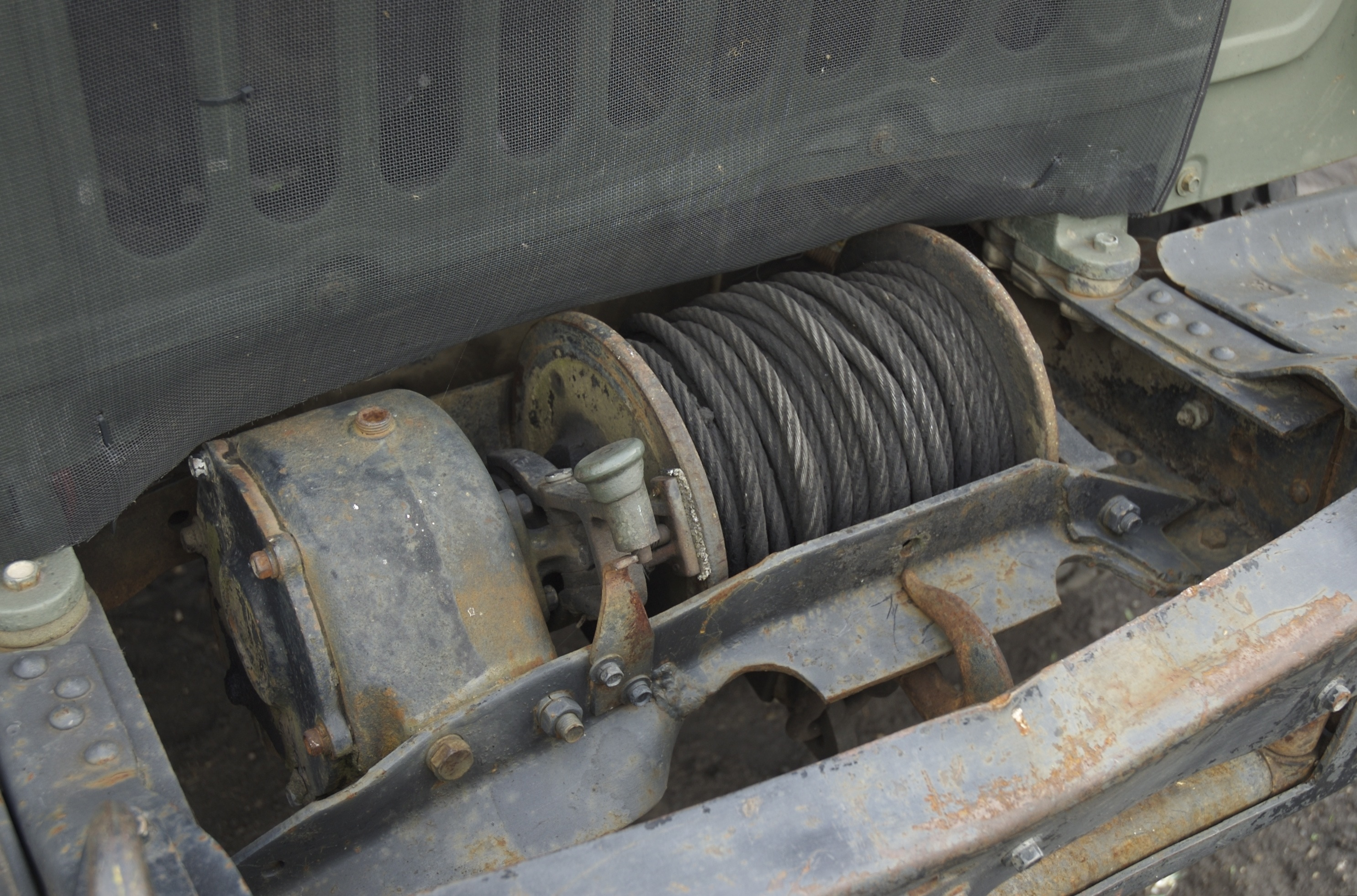
Serienmäßige Seilwinde des GAZ-66A

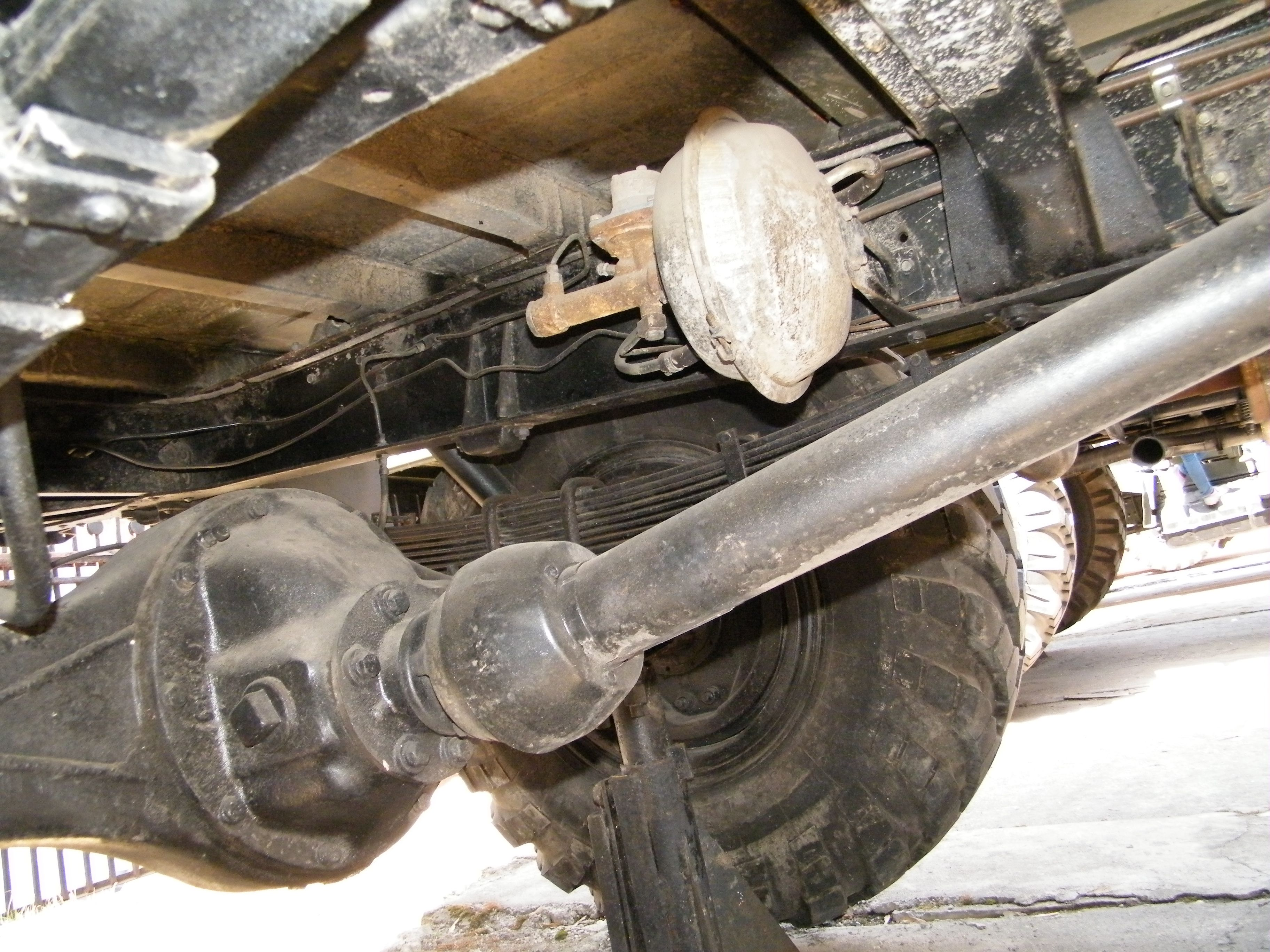
Kardanwelle und Hinterachse mit Differential

Erste Bestrebungen, die Vorkriegskonstruktion des GAZ-63 zu ersetzen, gab es in Gorki in den frühen 1960er-Jahren. Über den erfolglosen Zwischenschritt des GAZ-62, von dem nur Prototypen gebaut wurden, entstand der GAZ-66, der einige größere Veränderungen gegenüber dem Vorgänger aufwies. Durch eine Absenkung des Fahrzeugschwerpunktes und eine breitere Spur wurden die Geländeeigenschaften verbessert. Es war einer der ersten sowjetischen Lastwagen mit V8-Ottomotor und Servolenkung. Außerdem wurde der Ersatzradhalter hinter das Fahrerhaus gelegt, um nicht mit einem unter dem Lastwagen angebrachten Ersatzrad die Bodenfreiheit des Fahrzeugs zu verringern. Die Fahrerkabine kann für Reparaturen im Motorraum komplett nach vorne geklappt werden, was auf dem Gebiet der Sowjetunion zum damaligen Zeitpunkt eher unüblich war. Erste Prototypen wurden im November 1963 montiert, die Serienfertigung begann bereits am 1. Juli 1964.
Bis 1967 hergestellte Fahrzeuge wiesen gegenüber den späteren Exemplaren noch kleinere Unterschiede am Fahrerhaus auf. 1969 wurde der Lastwagen mit dem staatlichen Qualitätssiegel der UdSSR ausgezeichnet. 1981 überarbeitete GAZ die Lichtanlage des Lkw. Anfang 1985 wurden die Fahrzeuge modernisiert und mit einem etwas stärkeren Ottomotor (nun 120 PS statt vorher 115 PS) ausgestattet.
Auch nach dem Zerfall der Sowjetunion wurde das Fahrzeug weiter hergestellt. Ab 1993 gab es Modelle mit Saug- und Turbodieselmotoren aus der hauseigenen Fertigung von GAZ. Zum 1. Juli 1999 wurde die Serienproduktion nach 35 Jahren offiziell eingestellt, aber auch danach fertigte man noch kleinere Mengen auf Bestellung. Insgesamt wurden 965.941 Lastwagen des Typs GAZ-66 hergestellt.
Als Nachfolger für den GAZ-66 wurde 1982 der GAZ-3301 mit 6,2 Liter Sechszylinder-Dieselmotor (GAZ 542.10) entwickelt. Es blieb aber bei Prototypen, das Fahrzeug ging nie in die Serienproduktion. Nachfolger des GAZ-66 wurde der GAZ-3308, der auf dem Langhauber GAZ-3307 aufbaut. 
Die Nationale Volksarmee der DDR erhielt den Lastwagen, nur wenige wurden dagegen zivil genutzt, zum Beispiel für Bohrgeräte. Bis heute wird der GAZ-66 bei diversen Armeen in Osteuropa verwendet. Außerdem kommt das Fahrzeug, das gelegentlich mit dem deutschen Unimog verglichen wird, auch im Truck Trial oder bei Oldtimerliebhabern zum Einsatz.

## Modellvarianten
Die nachfolgende Liste erhebt keinen Anspruch auf Vollständigkeit, beinhaltet jedoch viele der produzierten Fahrzeugversionen.
- GAZ-62 – Optisch ähnlicher Prototyp von 1959, der noch mit dem Sechszylindermotor des Vorgängers ausgerüstet und nur für etwas über die Hälfte der späteren Nutzlast ausgelegt war.
- GAZ-66 – Basisvariante, gebaut von 1964 bis 1984. Später wurde das Fahrzeug als GAZ-66-01 bezeichnet.
- GAZ-66A – Modell mit Seilwinde, gebaut von 1964 bis 1984, später GAZ-66-02 genannt.
- GAZ-66E – (russisch ГАЗ-66Э) Fahrzeug mit abgeschirmter Elektrik und Reifendruckregelanlage. 1964 bis 1968 gebaut, später GAZ-66-03 genannt.
- GAZ-66E – Version ohne Reifendruckregelung, aber mit geschirmter elektrischer Anlage, 1964 bis 1984 produziert und später zur Unterscheidung GAZ-66-04 genannt.
- GAZ-66AE – Mit Seilwinde und geschirmter Elektrik, 1964 bis 1984 gebaut und später als GAZ-66-05 geführt.
- GAZ-66B – Luftlandeversion. Zur Gewichtseinsparung wurden verschiedene Ausrüstungsteile entfernt und das Dach als Plane ausgeführt.
- GAZ-66P – Prototyp einer Sattelzugmaschine, nicht in Serie gebaut.
- GAZ-34 – Prototyp einer dreiachsigen Version. Es wurden zwischen 1964 und 1967 6 Fahrzeuge gebaut. Es erfolgte aber keine Serienproduktion.
- GAZ-66-11 – Modernisierte Version mit nun 120 PS (88 kW) Leistung. Ab Januar 1985 wurde dieses Modell in Serie hergestellt.
- GAZ-66-12 – Modernisierte Variante mit Seilwinde, ab 1985 gebaut.
- GAZ-66-14 – Modernisierte Version mit geschirmter Elektrik, ebenfalls 1985 eingeführt.
- GAZ-66-15 – Kombination der Besonderheiten der Modelle GAZ-66-12 und GAZ-66-14, auch ab 1985 gebaut
- GAZ-66-16 – Ab 1991 gebaute Version mit hölzerner Ladefläche. Außerdem entfiel die Reifendruckregelung und der zweite Kraftstofftank.
- GAZ-66-21 – Ab 1993 wurde zusätzlich eine Version mit größerer Ladefläche aus Holz und einem überarbeiteten Fahrwerk produziert.
- GAZ-66-30 – Fahrgestell für eine Version als Kipper.
- GAZ-66-31 – Fahrgestell für einen Kipper, die Bauweise entsprach dem GAZ-66-16.
- GAZ-66-40 – Von 1993 bis 1999 gebaute Modellvariante mit Turbodieselmotor GAZ-544.
- GAZ-66-41 – Ausgestattet mit Saugdieselmotor Typ GAZ-5441, gebaut von 1993 bis 1999.
- GAZ-66-81 – Exportversion für die gemäßigte Klimazone.
- GAZ-66-91 – Exportversion für tropische Klimate.
- GAZ-66-92 – Version für besonders kalte Regionen. Eine Zusatzbatterie und eine stärkere Heizung wurde verbaut, ebenso eine Doppelverglasung. Ab 1987 gebaut.
- GAZ-66-96 – Fahrgestell für Aufbauten zur Personenbeförderung.

Außerdem gab es auf Basis des GAZ-66 eine Anzahl Sonderaufbauten, die einem völlig anderen Nummerierungsschema folgen. Beispiel ist der Vorfeldtankwagen ЗСЖ-66. Auch Feuerwehrfahrzeuge sind auf dem GAZ-66 aufgebaut worden. Der geländegängige Bus PAZ-3201, der von 1972 bis 1989 hergestellt wurde, nutzt das Fahrwerk des GAZ-66.
Noch bevor der GAZ-66 in die Serienproduktion ging, begann man unter der Bezeichnung GAZ-34 eine dreiachsige, allradgetriebene Version (Antriebsformel 6×6) mit drei Tonnen Nutzlast bei etwa acht Tonnen Gesamtgewicht zu entwickeln. Da der Antriebsstrang des Zweiachsers für die Konstruktion zu schwach war, nutzte man den Motor des BRDM-2 mit 140 PS und das Getriebe des ZIL-157, außerdem wurden diverse Änderungen am Fahrgestell notwendig. Trotz erfolgreicher Erprobung wurde eine Serienproduktion von den staatlichen Stellen nicht genehmigt, stattdessen baute man den ZIL-131 in Großserie. Die Fahrzeuge hatten konstruktiv nichts mit dem gleichnamigen Prototyp GAZ-34 von 1940 zu tun, eine verlängerte und mit Allradantrieb ausgerüstete Version des GAZ-AAA.

## Militärischer Einsatz
Das Fahrzeug wird im Russisch-Ukrainischen Krieg von beiden Seiten eingesetzt. Laut dem Oryx-Blog gingen mit Stand April 2025 172 Fahrzeuge auf ukrainischer Seite, sowie 78 Fahrzeuge auf russischer Seite verloren.

## Technische Daten
Für das Grundmodell GAZ-66 (GAZ-66-01). Bei anderen Modellvarianten und Aufbauten können die Daten geringfügig abweichen.
- Motor: V8-Ottomotor
- Motortyp: ZMZ-66
- Leistung: 115 PS (85 kW)
- maximales Drehmoment: 284 Nm
- Hubraum: 4254 cm³
- Tankinhalt: 2 × 105 l
- Verbrauch: 24 l/100 km
- Reichweite: 875 km
- Getriebe: manuelles Viergang-Schaltgetriebe, zweistufige Geländeuntersetzung
- Höchstgeschwindigkeit: 90 km/h
- maximal befahrbare Steigung: 30°
- Wattiefe: 1 m
- Antriebsformel: 4×4

Abmessungen und Gewichte
- Länge: 5655 mm
- Breite: 2322 mm
- Höhe: 2440 mm über Kabine
- Radstand: 3300 mm
- Spurweite vorne: 1800 mm
- Spurweite hinten: 1750 mm
- Bodenfreiheit: 315 mm
- Wendekreis: 19 m
- Reifendimension: 12,00-18"
- Leergewicht: 3470 kg
- zulässiges Gesamtgewicht: 5800 kg
- Zuladung: 2000 kg
- zulässige Anhängelast: 2000 kg